# DIN 461

Beispiele für Achsenbeschriftung bei qualitativer Darstellung

Die DIN-Norm DIN 461 enthält Festlegungen für die einheitliche, unmissverständliche und übersichtliche graphische Darstellung eines funktionalen Zusammenhangs zwischen fortlaufend veränderlichen Größen in einem Koordinatensystem. Die erste Ausgabe ist im Januar 1923 unter dem Titel „Graphische Darstellungen durch Schaulinien“ erschienen.

## Koordinatenachsen
Koordinatenachsen geben für die Darstellung den Rahmen an, in dem ein funktionaler Zusammenhang zwischen zwei Variablen in einem vorzugsweise ebenen rechtwinkligen Koordinatensystem qualitativ oder auch quantitativ veranschaulicht werden soll. Eine dritte Variable kann durch Parallelprojektion berücksichtigt werden oder als  Parameter in einer Kurvenschar oder in einem Kennlinienfeld.
Zur schnellen Orientierung dienen
- die Beschriftung der Achsen mit den dargestellten Größen, gegebenenfalls auch mit Zahlenwerten und  Einheiten,
- die Beschriftung des Schnittpunktes der beiden Koordinatenachsen, der häufig, aber nicht zwingend der Ursprung des Koordinatensystems ist, an dem beide Koordinaten den Wert null annehmen.

## Beschriftung

### Qualitative Darstellung

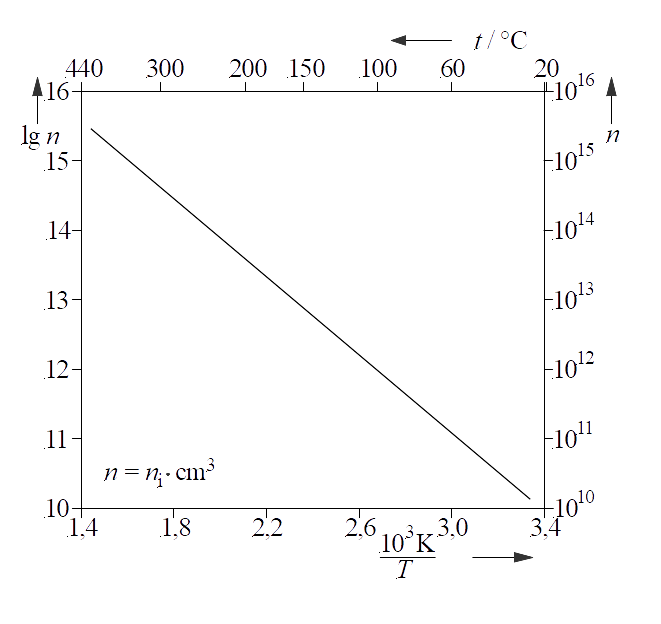
Linear geteilte Achsen, aber nicht für die Variablen und, sondern für und

Bei dieser Darstellung kommt es auf den charakteristischen Verlauf der voneinander abhängigen Größen an. Die Werte der dargestellten Größen steigen vom Schnittpunkt der beiden Achsen aus vorzugsweise nach rechts oder oben an. Eine Pfeilspitze am Ende der Achse zeigt die Richtung, in der die Koordinate wächst. Die aufgetragene Größe wird durch ihr (kursiv zu schreibendes) Formelzeichen unter der waagerechten oder links neben der senkrechten Pfeilspitze angegeben. Das Formelzeichen soll ohne Drehen des Bildes lesbar sein.
Die Pfeile dürfen auch parallel zu den Achsen angebracht werden. Dann stehen die Formelzeichen an den Wurzeln der Pfeile. Sind statt Formelzeichen Wörter oder Formeln unvermeidbar, so soll die Schrift an der vertikalen Achse von rechts lesbar sein.
Bei der qualitativen Darstellung sollen an den Kurven stets auf beiden Achsen lineare Teilungen vorausgesetzt werden. Die aufgetragene Variable kann auch als Funktion einer anderen Größe, z. B. in reziprokem oder logarithmischem Zusammenhang, angeschrieben werden. Skalen fehlen. Markante Punkte dürfen gekennzeichnet werden.

### Quantitative Darstellung

Beispiele für Achsenbeschriftung bei quantitativer Darstellung

Beispiele für Achsenbeschriftung bei zwei abhängigen Größen über derselben unabhängigen Größe

Bei dieser Darstellung kommt es auch auf die Ablesbarkeit numerischer Angaben an. Jede Achse trägt eine bezifferte Teilung (Skale); die Zahlenwerte sollen ohne Drehung des Bildes lesbar sein. Die Nullpunkte der Abszissen- und der Ordinatenachse werden durch je eine Null bezeichnet, auch wenn beide Nullpunkte zusammenfallen. Sämtliche negative Zahlenwerte sind mit einem Minuszeichen zu versehen.
Es ist häufig angebracht, die Skalenteilung zu einem Koordinatennetz zu ergänzen. Die Beschriftung wird dann vorzugsweise an den linken und unteren Rand gesetzt.
Die zu den Zahlenwerten gehörenden (senkrecht zu schreibenden) Einheitenzeichen stehen am rechten Ende der Abszissenachse oder am oberen Ende der Ordinatenachse jeweils zwischen den beiden letzten Zahlen. Bei Platzmangel kann dazu die vorletzte Zahl weggelassen werden. Keinesfalls darf das Einheitenzeichen in eckige Klammern gesetzt werden (DIN 1313 Abschnitt 4.3). Bei Winkelangaben in Grad, Minute oder Sekunde steht das Einheitenzeichen an jedem Zahlenwert der Skale (gemäß DIN 1301 ohne Leerzeichen dazwischen).
Die Schreibweise als Bruch ‚Größe durch Einheit‘ ist auch möglich, z. B. {\displaystyle d/\mathrm {mm} \,}; dann besteht allerdings kein funktionaler Zusammenhang mehr zwischen Größen, sondern zwischen Zahlen. Ferner kann das Zeichen der Einheit mit dem Wort „in“ an das Formelzeichen der Größe angeschlossen werden, z. B. {\displaystyle d\;\mathrm {in\;mm} \,}.
Bei logarithmischer Teilung wird empfohlen, eine Schreibweise mit Zehnerpotenzen zu verwenden; bei Werten zwischen den Zehnerpotenzen genügt eine abgekürzte Bezifferung.
Der Nullpunkt kann außerhalb der dargestellten Fläche liegen, wenn es auf den Bereich zwischen Nullpunkt und Beginn der Darstellung nicht ankommt (unterdrückter Nullpunkt, „Ausschnittvergrößerung“), oder wenn er unendlich fern liegt (z. B. bei logarithmisch geteilter Achse).

### Mehrere abhängige Variable
Bei der Darstellung mehrerer Variabler über derselben unabhängigen Variablen sind erforderlichenfalls mehrere Linienarten (Strichlinien, Strich-Punkt-Linien usw.) oder Farben zu verwenden. Die Kurven werden durch die dargestellte Größe (z. B. ihr Formelzeichen) oder Hinweiszeichen (z. B. Ziffern) gekennzeichnet.
Bei quantitativen Angaben wird für jede Größe eine eigene Skale empfohlen. Die Anordnung mehrerer Skalen orientiert sich an der Übersichtlichkeit.